# 71-я гвардейская стрелковая дивизия
71-я гвардейская стрелковая дивизия — воинское формирование РККА Вооружённых сил СССР в Великой Отечественной войне.

## История
71-я гвардейская стрелковая дивизия сформирована путём преобразования 23-й ордена Ленина Краснознаменной стрелковой дивизии в соответствии с Приказом народного комиссара обороны СССР № 104 от 1 марта 1943 года. Дивизия удостоена звания гвардейская за мужество и героизм личного состава, проявленные в боях против немецко-фашистских захватчиков .

### 1943
С октября 1943 года дивизия в составе 22-го гвардейского стрелкового корпуса 6-й гвардейской армии 2-го Прибалтийского фронта, где ведет частные наступательные бои в районе Невель Калининской области.

### 1944
С феврале 1944 года дивизия в составе 23-го гвардейского стрелкового корпуса 6-й гвардейской армии 1-го Прибалтийского фронта, держит оборону в районе Витебска, а затем участвует в наступлении войск фронта и в освобождении Белорусской ССР.
В июле 1944 года дивизии Приказом Верховного Главнокомандующего за отличия в боях по прорыву Витебского укрепленного района, а также за овладение городом Витебском присвоено почётное наименование «Витебская». 23 июля стрелковым полкам дивизии Приказом Верховного Главнокомандующего № 0204 за отличия в боях и овладение городом Полоцком присвоено почётное наименование «Полоцких».
С июля 1944 года дивизия участвует в освобождении Латвийской ССР и Литовской ССР. 16 июля Командующий 1-го Прибалтийского фронта приказал прорвать оборону противника и уничтожить вражескую группировку, прикрывавшую подступы к Двинску. 
23 июля 1944 года после мощной артиллерийской и авиационной подготовки дивизия перешла в наступление, прорвала оборону противника, отразив его контратаки, и овладела опорными пунктами на рубеже Ужвертины, Пауштешки. К исходу 26 июля части дивизии продвинулись на 45 км, освободили десятки населенных пунктов и захватили у противника значительное количество оружия и боевой техники. За четверо суток 71-я дивизия совершила 177-километровый марш в район Раубени, сменила 334-ю стрелковую дивизию на рубеже Лапишкини, Стрелшкиали и стала готовиться к наступлению. По приказу командующего фронтом дивизия в составе 22-го гвардейского стрелкового корпуса была подчинена 43-й армии.
15 августа 1944 года дивизия, наступая с плацдарма, главными силами форсировала р. Мемеле севернее Ракани и прорвала оборону противника. Преодолев упорное сопротивление и контратаки частей 213-й и 290-й пехотных дивизий, она продвинулась вперед на 7-8 км и освободила населенные пункты Кривади, Орини, Сумали, Межники, Скроники и другие. Ввиду упорного сопротивления противника дивизия и другие соединения армии 18 августа вынуждены были перейти к обороне на достигнутых рубежах.
22 сентября 1944 года дивизия участвовала в контрударе, который нанесли по врагу 22-й гвардейский стрелковый, 1-й и 19-й танковые корпуса, вынудившие противника перейти к обороне.
24 сентября 1944 года Ставка ВГК приняла решение о перемещении главного удара советских войск из района севернее Даугавы на мемельское (клайпедское) направление, чтобы мощным наступлением отсечь группу армий «Север» от Восточной Пруссии и разгромить ее. Дивизия в составе 6-й гвардейской армии, совершив 100-километровый марш, сосредоточилась северо-западнее города Шавли.
В октябре 1944 дивизия приняла участие в мощном ударе 1-го Прибалтийского фронта на Мемельском направлении, который оказал решающее влияние на всю обстановку в Прибалтике. Под воздействием этого удара командование группы армий «Север» с утра 6 октября приступило к постепенному отводу своих сил из района Риги. 2-й Прибалтийский фронт начал их преследование и 13 октября освободил столицу Латвийской ССР - город Рига.
31 октября 1944 года Указом Президиума Верховного Совета СССР за образцовое выполнение заданий при прорыве обороны противника северо-западнее и юго-западнее Шяуляя и проявленные при этом доблесть и мужество, стрелковые Полоцкие полки были награждены орденами: Красного Знамени — 210-й, Суворова III степени — 213-й и Кутузова III степени — 219-й.

### 1945
С начала 1945 дивизия в составе 6-й гвардейской армии принимала участие в ряде операций с целью окружить и уничтожить Приекульскую группировку противника, перерезать коммуникации, связывающие гитлеровцев, обороняющихся в Курляндии, с портом Либава, выйти к морю, разобщить 16-ю и 18-ю немецкие армии и подготовить условия для последующего их уничтожения по частям.
Утром 8 мая 1945 года, после короткой, но мощной артиллерийской подготовки передовые подразделения частей дивизии атаковали противника на рубеже Дэди, Озолы и вышли к его второй позиции. Противник оказывал отчаянное сопротивление. Для того чтобы окончательно его сломить, возникла необходимость провести уже подготовленную, основную, артиллерийскую подготовку. До её начала оставалось 40 минут, но со стороны вражеских траншей были подняты белые флаги – немецкая группировка приступила к капитуляции. После капитуляции Германии дивизия выполняет боевую задачу по прочесыванию местности на Курляндском полуострове и по ликвидации остатков капитулировавшей группировки.

### После войны
С июля 1945 года дивизия, в составе 2-го гвардейского стрелкового корпуса 6-й гвардейской армии Прибалтийского военного округа, выведена на территорию Литовской ССР в район города Каунас, а с августа расквартирована в г. Каунас. 12 мая 1946 года дивизия, не выходя из состава 6-й гвардейской армии, перебрасывается в г. Клайпеда, где занимается плановой боевой подготовкой. В июне 1947 года 71-я гвардейская стрелковая Витебская ордена Ленина Краснознамённая дивизия расформирована.

## Полное наименование
Полное действительное наименование — 71-я гвардейская Харьковско-Витебская ордена Ленина, Краснознамённая стрелковая дивизия.

## В составе
- Воронежский фронт, 21-я армия — на 01.04.1943
- Воронежский фронт, 6-я гвардейская армия — с 01.05.1943
- Воронежский фронт, 6-я гвардейская армия, 22-й гвардейский стрелковый корпус — на 01.07.1943
- Резерв Ставки ВГК, 6-я гвардейская армия — на 01.10.1943
- 2-й Прибалтийский фронт, 6-я гвардейская армия, 97-й стрелковый корпус — на 01.01.1944
- 1-й Прибалтийский фронт, 6-я гвардейская армия, 23-й гвардейский стрелковый корпус — на 01.04.1944
- 1-й Прибалтийский фронт, 6-я гвардейская армия, 2-й гвардейский стрелковый корпус — на 01.10.1944
- Ленинградский фронт, Курляндская группа войск, 6-я гвардейская армия, 2-й гвардейский стрелковый корпус — на 01.04.1945

## Состав
- управление
- 210-й гвардейский стрелковый полк
- 213-й гвардейский стрелковый полк
- 219-й гвардейский стрелковый полк
- 151-й гвардейский артиллерийский полк
- 76-й отдельный гвардейский истребительно-противотанковый дивизион
- 316-я зенитная батарея (до 10.04.1943)
- 72-я отдельная гвардейская разведывательная рота
- 82-й отдельный гвардейский сапёрный батальон
- 102-й отдельный гвардейский батальон связи (до 25.12.1944 — 102-я отдельная гвардейская рота связи)
- 581-й (74-й) медико-санитарный батальон
- 78-я отдельная гвардейская рота химический защиты
- 720-я (75-я) автотранспортная рота
- 656-я полевая хлебопекарня
- 668-й (68-й) дивизионный ветеринарный лазарет
- 60-я полевая почтовая станция
- 158-я полевая касса Госбанка[1].

## Командиры
- Сиваков, Иван Прокофьевич (01.03.1943 — 12.01.1944), полковник, с 15.09.1943 генерал-майор
- Бабахин, Николай Иванович (13.01.1944 — 05.06.1944), полковник
- Сиваков, Иван Прокофьевич (06.06.1944 — 20.07.1944), генерал-майор, (погиб 20.07.1944)
- Куропатенко, Дмитрий Семёнович (09.08.1944 — 25.09.1944), генерал-майор
- Ложкин, Николай Николаевич (26.09.1944 — 18.01.1945), полковник
- Иноземцев, Георгий Александрович (19.01.1945 — август 1945), подполковник
- Улитин, Иван Ильич (август 1945 — июль 1946), генерал-майор[2]
- Меркулов, Серафим Петрович (июль 1946 — март 1947), генерал-майор[3]

## Награды
- Ордена Ленина, Красного Знамени и почётное наименование «Харьковская» переданы по преемственности от 23 стрелковой Харьковской ордена Ленина Краснознамённой дивизии;
- 1 марта 1943 года — «Гвардейская»  — почётное звание присвоено приказом Народного комиссара обороны СССР от 1 марта 1943 года за проявленную отвагу в боях за Отечество с немецкими захватчиками, за стойкость, мужество, дисциплину и организованность, за героизм личного состава;
- 10.07.1944 — «Витебская» — почётное наименование присвоено приказом Верховного главнокомандующего № 0193 от 10 июля 1944 года за отличие в боях при освобождении города Витебска.

Награды частей дивизии:
- 210-й гвардейский стрелковый Полоцкий[4] Краснознамённый[5] полк
- 213-й гвардейский стрелковый Полоцкий[4] ордена Суворова[5] полк
- 219-й гвардейский стрелковый Полоцкий[4] Краснознамённый ордена Кутузова[5] полк

## Отличившиеся воины дивизии
Герои Советского Союза:
- Абдужаббаров, Садык, гвардии красноармеец, стрелок 219-го гвардейского стрелкового полка , Герой Советского Союза. Награждён 22.07.1944 года за отличие при форсировании Западной Двины.
- Гайдым, Иван Яковлевич, гвардии капитан, командир роты 213-го гвардейского стрелкового полка.
- Долгов, Владимир Константинович, гвардии лейтенант, командир взвода 213-го гвардейского стрелкового полка.
- Кабанов, Павел Антонович, командир пулемётного отделения 210-го гвардейского стрелкового полка, гвардии старший сержант, Герой Советского Союза. Награждён 22.07.1944 года за отличие при форсировании Западной Двины.
- Кислицын, Алексей Никитович, гвардии майор. Награждён 22.07.1944 года за отличие при форсировании Западной Двины.
- Коновалов, Фёдор Федулович, командир сапёрного взвода 82-го отдельного гвардейского сапёрного батальона, гвардии младший лейтенант, Герой Советского Союза. Звание присвоено 22.07.1944 года за отличие при форсировании Западной Двины, организацию переправы.
- Кононов, Николай Иванович (03.12.1911 — 24.06.1944 года), командир пулемётного взвода 213-го гвардейского стрелкового полка, гвардии младший лейтенант, Герой Советского Союза. Звание присвоено посмертно 24.03.1945 года за отличие при форсировании Западной Двины.
- Костромцов, Пётр Степанович, (22.07.1917 — 10.08.1944), помощник командира взвода связи 102-й гвардейской отдельной роты связи, гвардии старший сержант. Звание присвоено 22.07.1944 года за отличие при форсировании Западной Двины.
- Ляпкин, Анатолий Гордеевич, гвардии ефрейтор, автоматчик 210-го гвардейского стрелкового полка, Герой Советского Союза. Звание присвоено 22.07.1944 года.
- Малышев, Иван Ермолаевич, гвардии старший сержант, начальник радиостанции 102-й гвардейской отдельной роты связи. Звание присвоено 22.07.1944 года.
- Мотин, Иван Никитович, гвардии старшина, командир пулемётного расчёта 219-го гвардейского стрелкового полка, Герой Советского Союза. Звание присвоено 22.07.1944 года за отличие при форсировании Западной Двины.
- Пузиков, Анатолий Михайлович, гвардии младший сержант, командир штурмового отделения автоматчиков 213-го гвардейского стрелкового полка, Герой Советского Союза. Награждён 22.07.1944 года.
- Сабашников, Ананий Васильевич, командир роты 213-го гвардейского стрелкового полка, гвардии старший лейтенант, Герой Советского Союза. Награждён 22.07.1944 года за бои в районе станции Сиротино и отличие при форсировании Западной Двины.
- Сиваков, Иван Прокофьевич, (02.06.1901 — 27.07.1944), гвардии генерал-майор, командир дивизии, Герой Советского Союза. Награждён 22.07.1944 года.
- Сметнев, Яков Михайлович, гвардии старшина, снайпер 210-го гвардейского стрелкового полка, Герой Советского Союза. Награждён 22.07.1944 года за отличие при форсировании Западной Двины.
- Спольник, Григорий Иванович, гвардии сержант, командир отделения 213-го гвардейского стрелкового полка, Герой Советского Союза. Звание присвоено 22.07.1944 года.
- Толмачёв, Алексей Емельянович, гвардии красноармеец, разведчик 213-го гвардейского стрелкового полка, Герой Советского Союза. Звание присвоено 22.07.1944 года.
- Федюнин, Александр Кузьмич, гвардии майор, командир стрелкового батальона 210-го гвардейского стрелкового полка, Герой Советского Союза. Звание присвоено 22.07.1944 года за отличие при форсировании Западной Двины.
- Цыганков, Василий Евдокимович, командир отделения разведки 72-й гвардейской отдельной разведывательной роты, гвардии сержант, Герой Советского Союза. Награждён 22.07.1944 года за отличие при форсировании Западной Двины.

 Кавалеры ордена Славы 3-х степеней:
- Видов, Ферапонт Никифорович, гвардии старший сержант, командир орудийного расчёта 210 гвардейского стрелкового полка.
- Войтов Дмитрий Фёдорович, гвардии старший сержант, разведчик 213 гвардейского стрелкового полка. Перенаграждён приказом Министра обороны Российской Федерации № 535 от 13 сентября 1996 года.
- Голиков, Анатолий Ефимович, гвардии младший сержант, командир отделения 219 гвардейского стрелкового полка.
- Грибков, Николай Николаевич, гвардии сержант, командир отделения пешей разведки 210 гвардейского стрелкового полка. Умер от ран 27 апреля 1945 года.
- Кравченко, Михаил Никитович, гвардии старшина, командир пулемётного отделения пулемётной роты 210 гвардейского стрелкового полка.
- Пеллер, Владимир Израйлевич, гвардии старшина, старшина роты 210 гвардейского стрелкового полка.Герой Социалистического Труда.
- Прокопенко, Василий Александрович, гвардии старшина, командир отделения 219 гвардейского стрелкового полка. Погиб в бою 23 июля 1944 года.
- Рудь, Алексей Васильевич, гвардии ефрейтор, сапёр 82 отдельного гвардейского сапёрного батальона. Погиб в бою 18 сентября 1944 года.
- Сеснев, Николай Иванович, гвардии старшина, командир отделения станковых пулемётов 210 гвардейского стрелкового полка.
- Субботин, Иван Павлович, гвардии старшина, командир отделения 210 гвардейского стрелкового полка.
- Тонкошкур, Фёдор Яковлевич, гвардии младший сержант, командир отделения 210 гвардейского стрелкового полка. Ягнюк, Николай Терентьевич, гвардии младший сержант, наводчик станкового пулемёта 219 гвардейского стрелкового Полоцкого полка 71й гвардейской стрелковой Харьково - Витебской дивизии.